# Louis Gustave Heyler

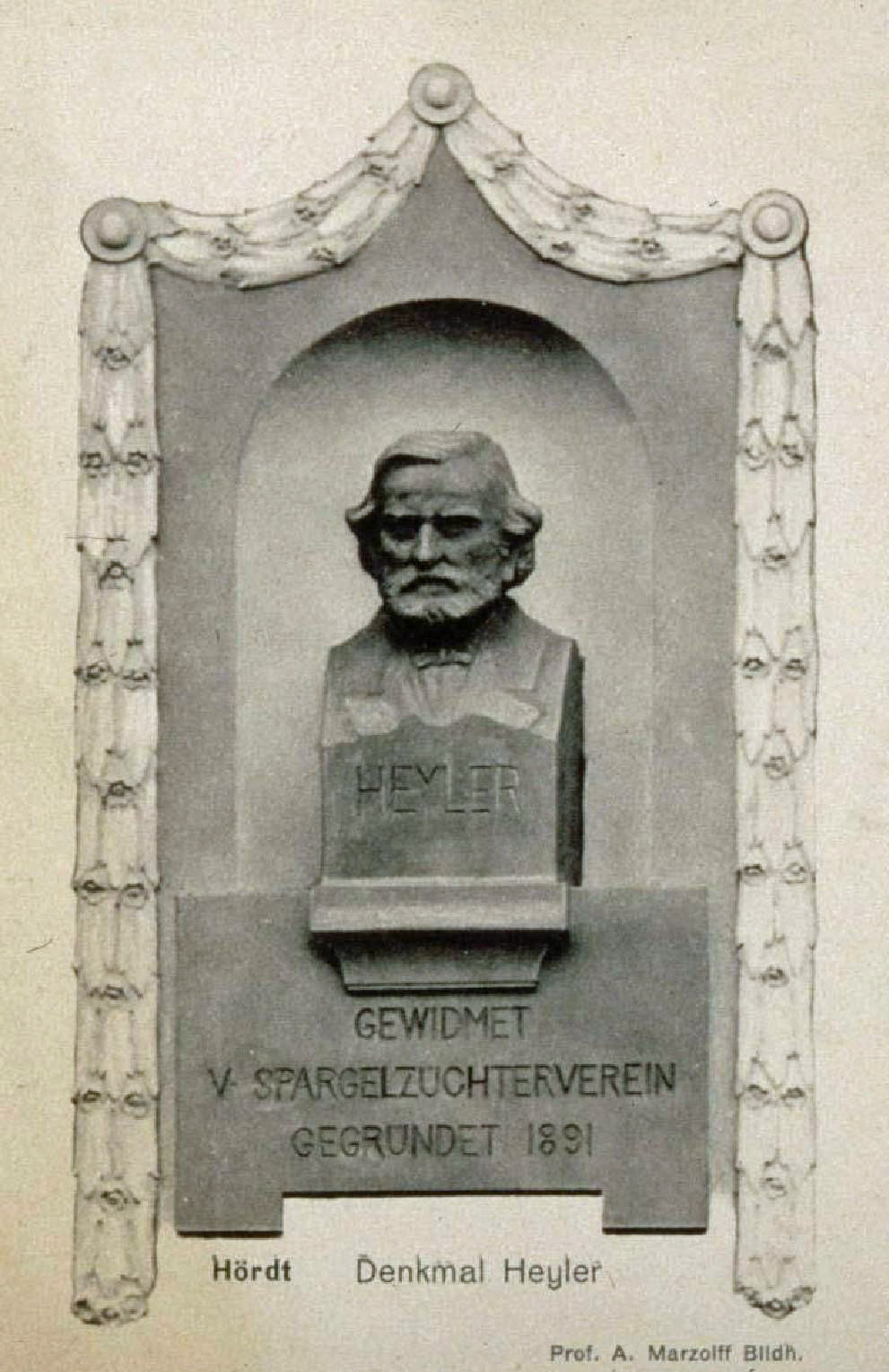
Buste de Louis Gustave Heyler par Alfred Marzolff à Hœrdt

Louis Gustave Heyler, né à Scharrachbergheim (Bas-Rhin) le 3 mars 1836 et mort à Hœrdt le 8 février 1904, est le pasteur luthérien français qui introduisit l’asperge en Alsace, et plus particulièrement à Hœrdt.

## Biographie
Louis Gustave Heyler devient pasteur en 1859 après des études de théologie. Il exerce alors son ministère à Philippeville en Algérie où il découvre la culture de l'asperge. En comparant le sol aride africain qui convient parfaitement à l'asperge et celui de Hœrdt, il décide de retourner en Alsace introduire ce légume. Il parvient ainsi à convaincre les agriculteurs hœrdtois de se lancer dans cette production et fait de Hœrdt l'actuelle capitale de l'asperge.
Une rue de Hœrdt porte le nom de Heyler et c'est également le cas depuis 1992 de l'école primaire située dans cette rue.